# Thyridopteryx meadi
Thyridopteryx meadi är en fjärilsart som beskrevs av Edwards 1881. Thyridopteryx meadi ingår i släktet Thyridopteryx och familjen säckspinnare. Inga underarter finns listade i Catalogue of Life.